# Socialisten (bok)
Socialisten är den sjätte delen i Ivar Lo-Johanssons självbiografiska svit från 1951-1960.

## Handling
Händelserna utspelar sig under åren 1935-1939 bland fackligt aktiva och ombudsmän inom Lantarbetareförbundet. Bland annat porträtteras en ung Gunnar Sträng.